# Locmaria
Pour les articles homonymes, voir Locmaria (homonymie).
Locmaria [lɔkmaʁja] est une commune française située sur l'île de Belle-Île-en-Mer dans le département du Morbihan, en région Bretagne. Il s'agit de la commune la plus méridionale de la région Bretagne.

## Géographie

### Localisation
| Le Palais        | Océan Atlantique | Océan Atlantique |
| Bangor           | Locmaria         | Océan Atlantique |
| Océan Atlantique | Océan Atlantique | Océan Atlantique |

Locmaria est une des quatre communes situées sur l'île, dont le bourg chef-lieu se trouve non loin de la côte Est.

### Relief
L'altitude de la commune varie de 0 mètres à 73 mètres. La commune est entourée par l'océan au nord, à l'est et au sud. L'intérieur des terres présente un relief de plateau ondulant faiblement tandis que sur la côte falaises rocheuses et petites criques se succèdent. La côte sud, très déchiquetée, présente un aspect plus sauvage que la côte nord qui abrite la plus longue plage de l'île, la plage des Grands sables.
| - Carte topographique de la commune de Locmaria. |

### Hydrographie
Pour un article plus général, voir Réseau hydrographique du Morbihan.
La commune est située dans le bassin Loire-Bretagne. Elle est drainée par divers petits cours d'eau,.

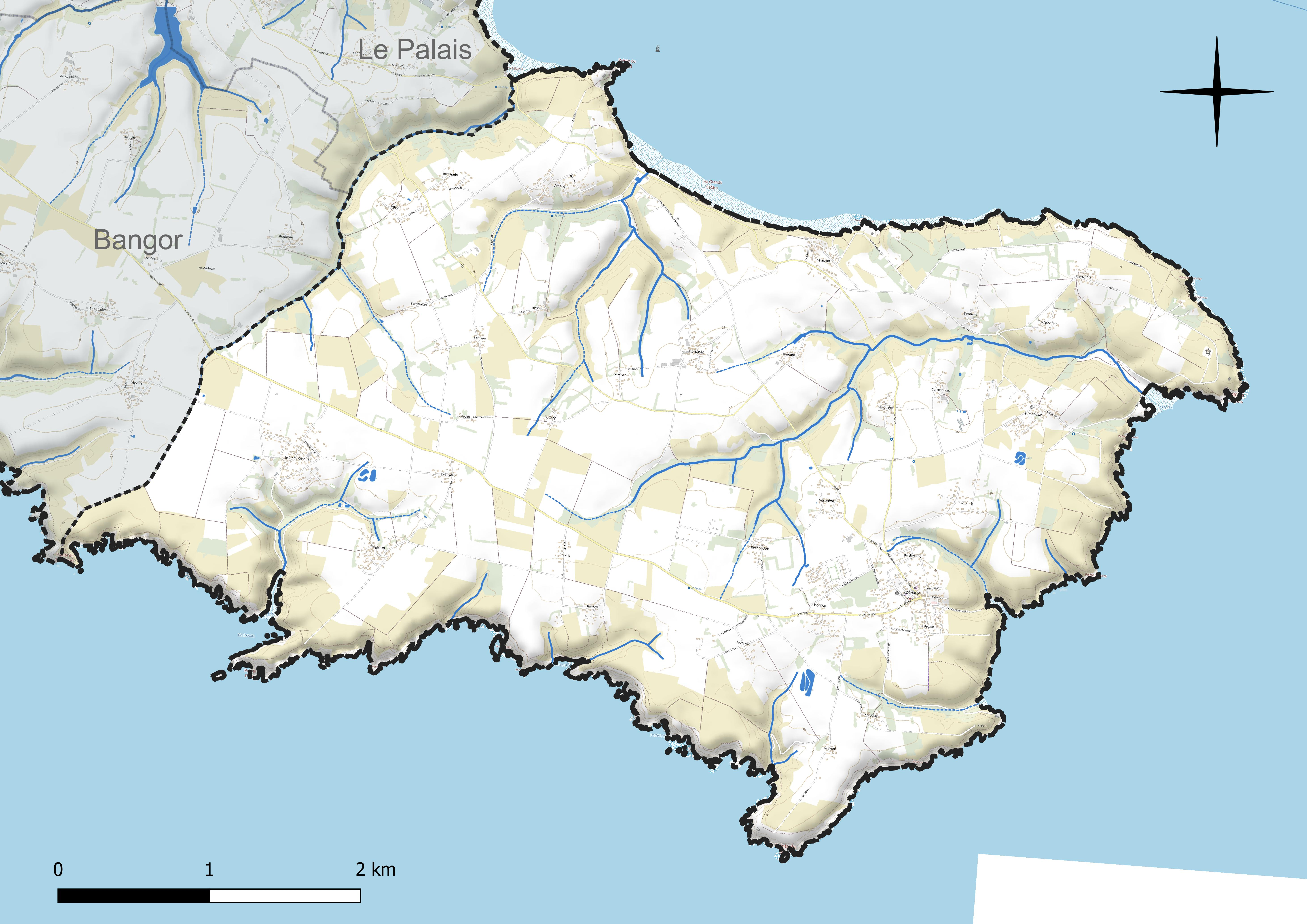
Réseau hydrographique de Locmaria.

### Climat
Pour des articles plus généraux, voir Climat de la Bretagne et Climat du Morbihan.
En 2010, le climat de la commune est de type climat océanique franc, selon une étude du Centre national de la recherche scientifique s'appuyant sur une série de données couvrant la période 1971-2000. En 2020, Météo-France publie une typologie des climats de la France métropolitaine dans laquelle la commune est exposée à un climat océanique et est dans la région climatique  Bretagne orientale et méridionale, Pays nantais, Vendée, caractérisée par une faible pluviométrie en été et une bonne insolation. Parallèlement l'observatoire de l'environnement en Bretagne publie en 2020 un zonage climatique de la région Bretagne, s'appuyant sur des données de Météo-France de 2009. La commune est, selon ce zonage, dans la zone « Littoral doux », exposée à un climat venté avec des étés cléments.  
Pour la période 1971-2000, la température annuelle moyenne est de 12,3 °C, avec une amplitude thermique annuelle de 11,4 °C. Le cumul annuel moyen de précipitations est de 804 mm, avec 13,4 jours de précipitations en janvier et 6,2 jours en juillet. Pour la période 1991-2020, la température moyenne annuelle observée sur la station météorologique la plus proche, située sur la commune de Bangor à 8 km à vol d'oiseau, est de 13,0 °C et le cumul annuel moyen de précipitations est de 680,8 mm,. Pour l'avenir, les paramètres climatiques de la commune estimés pour 2050 selon différents scénarios d’émission de gaz à effet de serre sont consultables sur un site dédié publié par Météo-France en novembre 2022.

### Habitat
En 2019 on recensait 1 532 logements à Locmaria. 472 logements étaient des résidences principales (30,8 %), 1054 des résidences secondaires (68,8 %) et 6 des logements vacants (0,4 %). Sur ces 1 532 logements, 1436 étaient des maisons (93,7 %) contre 49 seulement des appartements (3,2 %). Sur les 456 résidences principales construites avant 2016, 83 avaient été construites avant 1919, soit un taux de 18,3 %. Le tableau ci-dessous présente la répartition en catégories et types de logements à Locmaria en 2019 en comparaison avec celles du Morbihan et de la France entière.
|                                                         | Locmaria | Morbihan | France entière |
| ------------------------------------------------------- | -------- | -------- | -------------- |
| Résidences principales (en %)                           | 30,8     | 74,9     | 82,1           |
| Résidences secondaires et logements occasionnels (en %) | 68,8     | 17,9     | 9,8            |
| Logements vacants (en %)                                | 0,4      | 16,2     | 8,1            |

## Urbanisme

### Typologie
Au 1er janvier 2024, Locmaria est catégorisée commune rurale à habitat dispersé, selon la nouvelle grille communale de densité à sept niveaux définie par l'Insee en 2022.
Elle est située hors unité urbaine et hors attraction des villes,.
La commune, bordée par l'océan Atlantique, est également une commune littorale au sens de la loi du 3 janvier 1986, dite loi littoral. Des dispositions spécifiques d’urbanisme s’y appliquent dès lors afin de préserver les espaces naturels, les sites, les paysages et l’équilibre écologique du littoral, tel le principe d'inconstructibilité, en dehors des espaces urbanisés, sur la bande littorale des 100 mètres, ou plus si le plan local d’urbanisme le prévoit.

### Occupation des sols

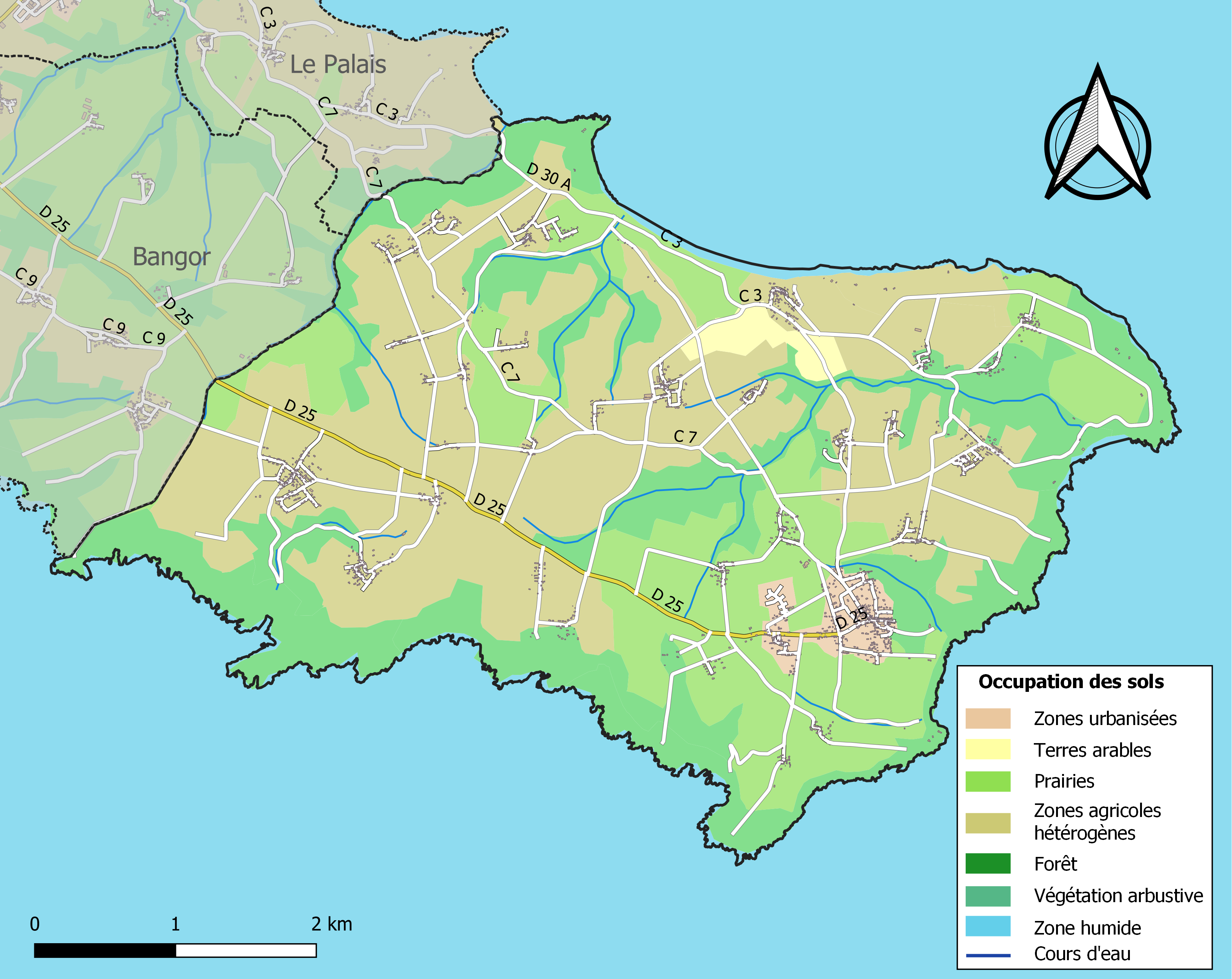
Carte des infrastructures et de l'occupation des sols de la commune en 2018 (CLC).

Le tableau ci-dessous présente l'occupation des sols détaillée de la commune en 2018, telle qu'elle ressort de la base de données européenne d’occupation biophysique des sols Corine Land Cover (CLC).
| Type d’occupation                                                                   | Pourcentage | Superficie (en hectares) |
| ----------------------------------------------------------------------------------- | ----------- | ------------------------ |
| Tissu urbain discontinu                                                             | 2,1 %       | 44                       |
| Terres arables hors périmètres d'irrigation                                         | 1,4 %       | 29                       |
| Prairies et autres surfaces toujours en herbe                                       | 22,8 %      | 476                      |
| Systèmes culturaux et parcellaires complexes                                        | 43,2 %      | 903                      |
| Surfaces essentiellement agricoles interrompues par des espaces naturels importants | 1,4 %       | 30                       |
| Pelouses et pâturages naturels                                                      | 9,3 %       | 194                      |
| Landes et broussailles                                                              | 18,8 %      | 393                      |
| Mers et océans                                                                      | 1,0 %       | 21                       |
| Source : Corine Land Cover                                                          |             |                          |

## Histoire
Autrefois on abordait la paroisse de Locmaria « les pouces en dedans » pour conjurer le mauvais sort, car elle avait la réputation de cacher des sorciers.

## Toponymie
Attestée sous la forme Loumaria 1763[réf. nécessaire].
Locmaria est formé du breton lok qui signifie « lieu », pour désigner en général un lieu consacré, ici à Marie, mère de Jésus. Il existe plusieurs Locmaria en Bretagne.
Le nom Lokmaria-ar-Gerveur précise qu'elle se situe en Belle-Île (Gerveur en breton).

## Politique et administration

### Liste des maires
| Période        | Période                | Identité                    | Étiquette | Qualité                                               |
| -------------- | ---------------------- | --------------------------- | --------- | ----------------------------------------------------- |
| 1793           | 1794                   | René Thomas                 |           |                                                       |
| 1794           | 1797                   | Toussaint Hervé             |           |                                                       |
| 1797           | 1816                   | Jean Poumet                 |           |                                                       |
| 1816           | 1834                   | Pierre Marie Armand Lorec   |           |                                                       |
| 1834           | 1852                   | Pierre Marie Lhermite       |           |                                                       |
| 1852           | 1866                   | Victor Woussen              |           |                                                       |
| 1866           | 1874                   | Julien Joseph Lambert       |           |                                                       |
| 1874           | 1876                   | Pierre Marie Querel         |           |                                                       |
| 1876           | 1879                   | Julien Joseph Lambert       |           |                                                       |
| 1879           | 1888                   | Pascal Samzun               |           |                                                       |
| 1888           | 1894                   | Jean Nicolas Le Port        |           |                                                       |
| 1894           | 1900                   | Pierre Etienne Lougarre     |           |                                                       |
| 1900           | 1913                   | Jean Marie Léon Lhermitte   |           |                                                       |
| 1913           | 1919                   | François Marie Le Son       |           |                                                       |
| 1919           | 1921                   | Pierre Charles Victor Lorec |           |                                                       |
| 1921           | 1925                   | Joseph Clément              |           |                                                       |
| 1925           | 1929                   | Félix Colin                 |           |                                                       |
| 1929           | 1945                   | Désiré Conan                |           |                                                       |
| 1945           | 1945                   | Th. Vincent Sévéno          |           |                                                       |
| 1945           | 1945                   | Constant Diore              |           |                                                       |
| 1945           | 1971                   | Th. Vincent Sévéno          |           |                                                       |
| 1971           | 1977                   | Jules Gallène               |           |                                                       |
| 1977           | 1986                   | Robert Jonveaux             |           |                                                       |
| 16 mai 1986    | 2014                   | Jean-Yves Bannet            |           | Officier de Marine nationale, 1er adjoint (1983-1986) |
| 2014           | avril 2018 (démission) | Véronique Bertho            |           |                                                       |
| 8 juillet 2018 | 3 juillet 2020         | Hervé Michet de la Baume    |           | Chef d'entreprise                                     |
| 3 juillet 2020 | En cours               | Dominique Rousselot         |           |                                                       |

### Politique de développement durable

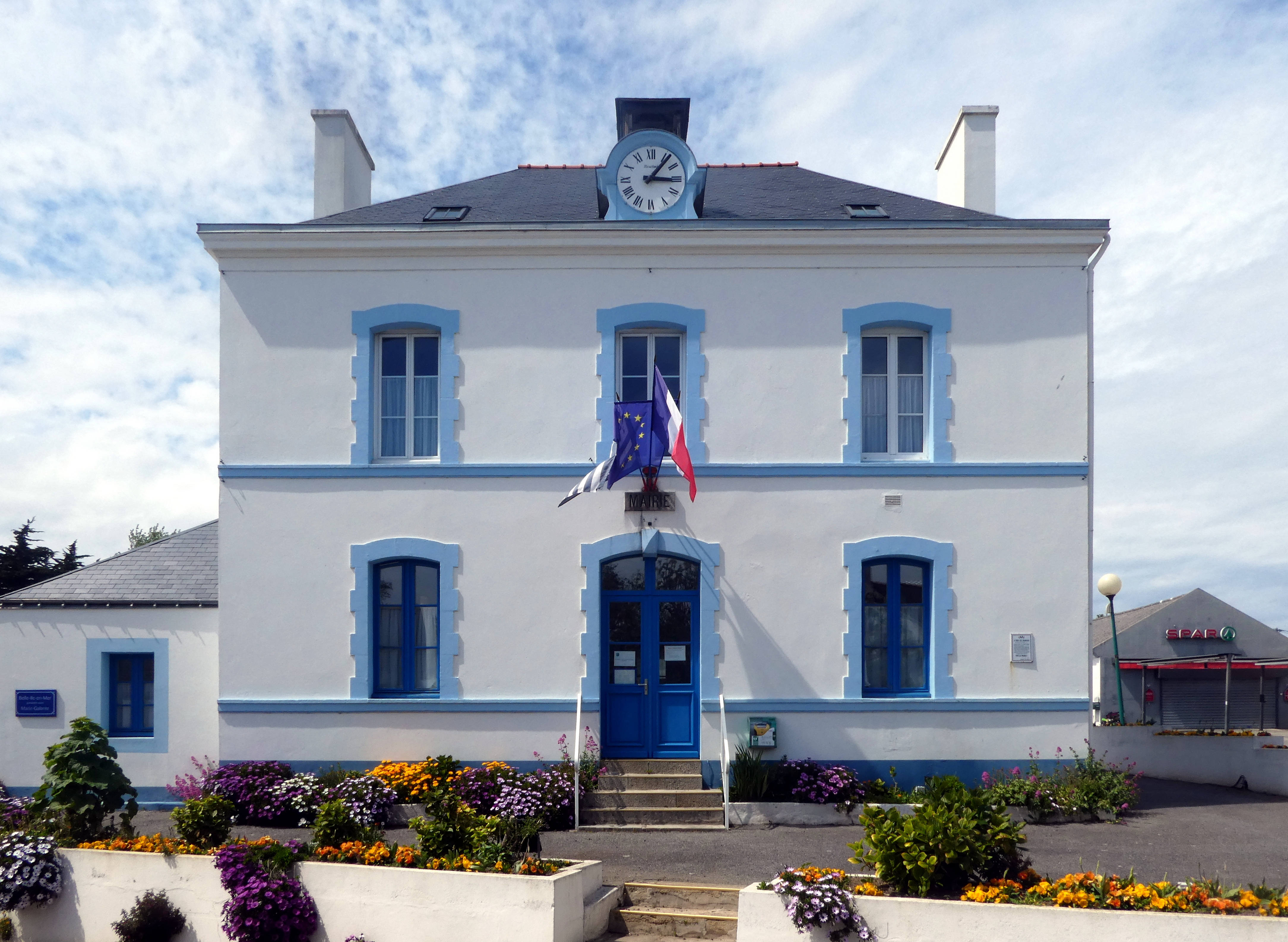
Mairie.

La commune a engagé une politique de développement durable en lançant une démarche d'Agenda 21 en 2008.

## Démographie

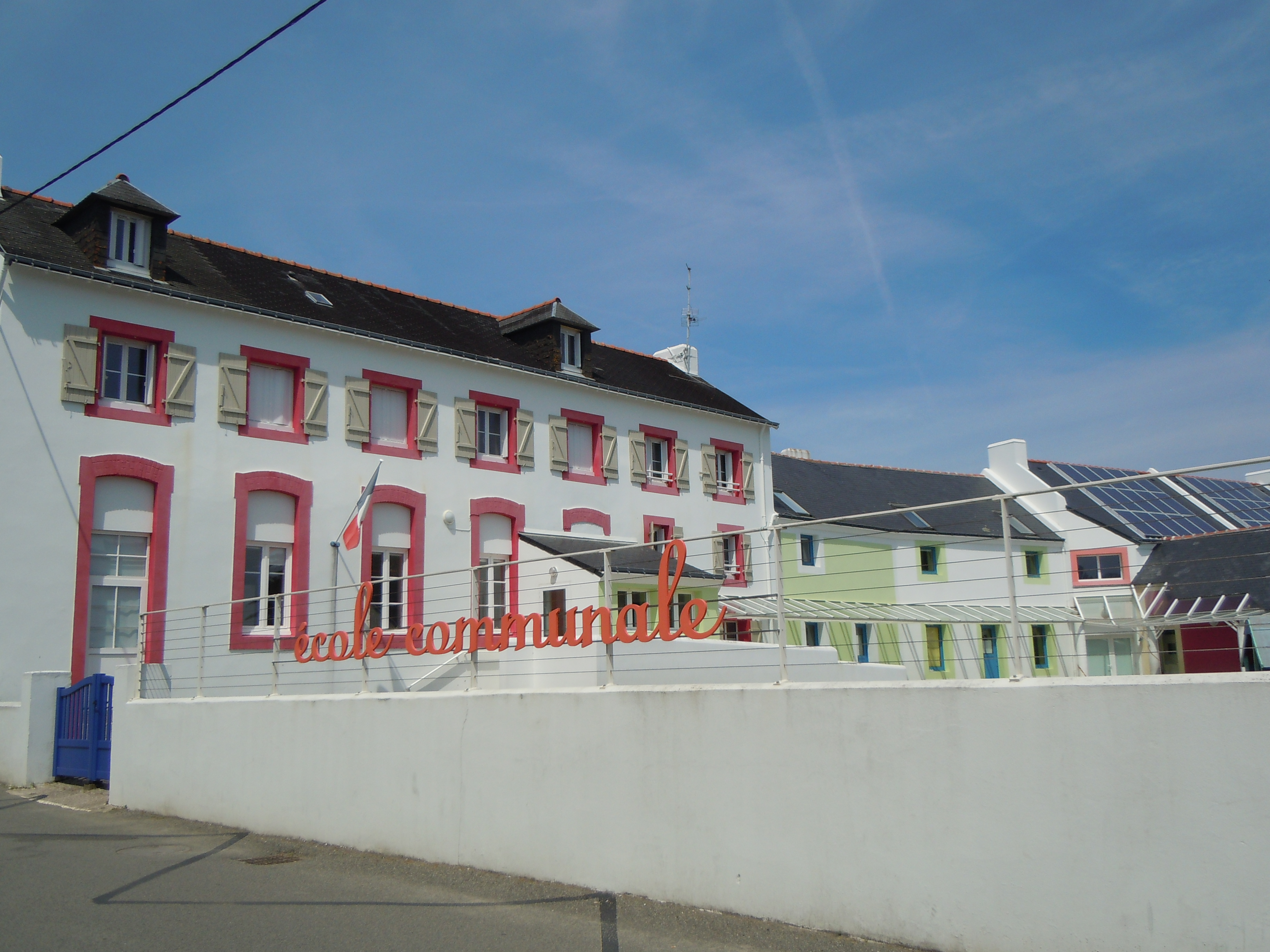
École communale.

| 1793  | 1800  | 1806  | 1821  | 1831  | 1836  | 1841  | 1846  | 1851  |
| ----- | ----- | ----- | ----- | ----- | ----- | ----- | ----- | ----- |
| 1 124 | 1 159 | 1 259 | 1 351 | 1 557 | 1 601 | 1 599 | 1 574 | 1 712 |

| 1856  | 1861  | 1866  | 1872  | 1876  | 1881  | 1886  | 1891  | 1896  |
| ----- | ----- | ----- | ----- | ----- | ----- | ----- | ----- | ----- |
| 1 717 | 1 784 | 1 914 | 1 852 | 1 866 | 1 800 | 1 774 | 1 810 | 1 721 |

| 1901  | 1906  | 1911  | 1921  | 1926  | 1931  | 1936 | 1946 | 1954 |
| ----- | ----- | ----- | ----- | ----- | ----- | ---- | ---- | ---- |
| 1 703 | 1 642 | 1 538 | 1 291 | 1 247 | 1 120 | 979  | 834  | 734  |

| 1962 | 1968 | 1975 | 1982 | 1990 | 1999 | 2005 | 2006 | 2010 |
| ---- | ---- | ---- | ---- | ---- | ---- | ---- | ---- | ---- |
| 634  | 580  | 565  | 602  | 618  | 705  | 777  | 784  | 806  |

| 2015 | 2020 | 2022 | - | - | - | - | - | - |
| ---- | ---- | ---- | - | - | - | - | - | - |
| 870  | 962  | 973  | - | - | - | - | - | - |

## Infrastructures
- L'école communale maternelle et primaire de Locmaria accueille une cinquantaine d'enfants.

## Lieux et monuments

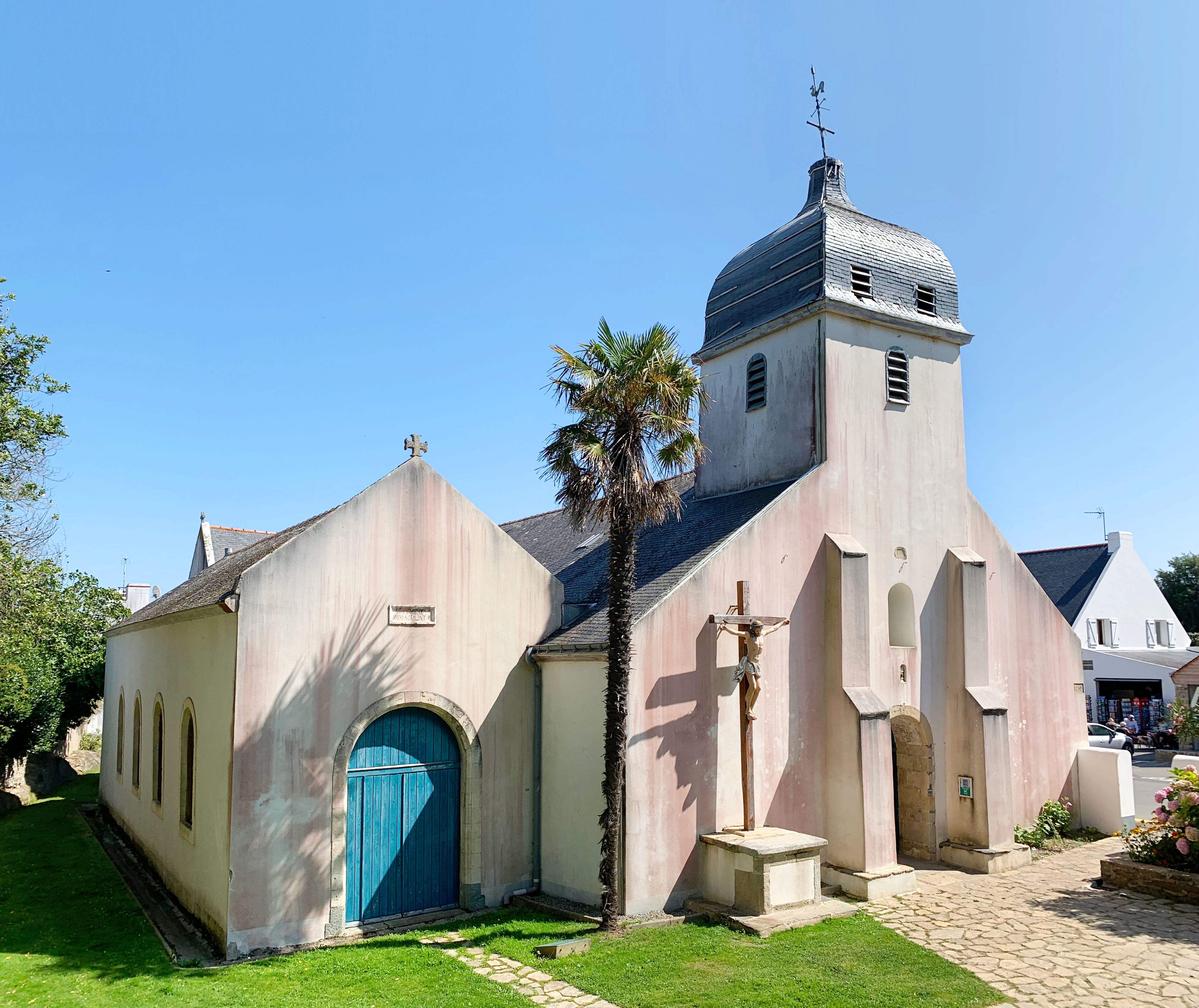
L'église Notre-Dame de l'Assomption de Locmaria en août 2021.

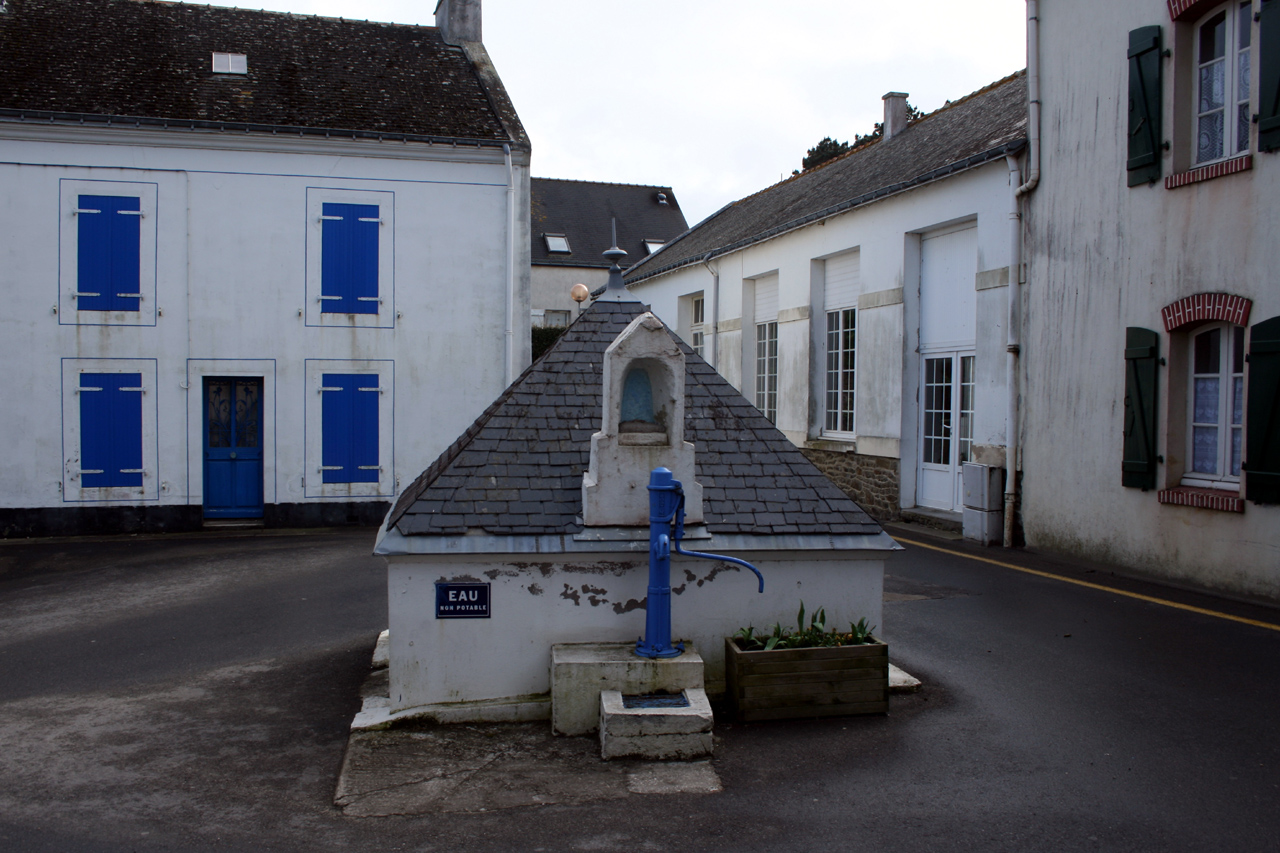
La fontaine.

- L'église Notre-Dame de l'Assomption de Locmaria, son bâtiment actuel est la plus ancienne de l'île.
- Le fortin de Kerdonis.
- Le fortin de Port-Maria.
- L'ensemble fortifié de La Ferrière.
- Le réduit de La Biche.
- Le fort du Bugull.
- Les croix de chemins dans la campagne.
- Le Vallon nord de Port-Maria,  faisant partie de la Zone naturelle d'intérêt écologique, faunistique et floristique de Belle-Île-en-Mer, est classé zone d'intérêt prioritaire.

## Personnalités liées à la commune
- Jean-Marc Bory, comédien et metteur en scène né en 1934, possédait une maison à Locmaria où il est décédé le 31 mars 2001.
- Jean-Paul Proust, 1940-2010, préfet, Ministre d'État de la Principauté de Monaco, enterré au cimetière de Locmaria où il avait une maison depuis 1972[27].